# Герб Моркинского района

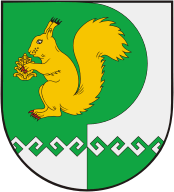
Встречаемое изображение герба

Герб муниципального образования «Моркинский муниципальный район» является официальным опознавательно-правовым знаком муниципального образования «Моркинский муниципальный район» Республики Марий Эл.

## Описание герба
В рассечённом серповидно зеленью и серебром (белым) поле сидящая справа золотая белка с червлеными когтями и золотой шишкой в лапах; оконечность, рассечённая зазубрено-гаммированая переменных тинктур.